# Мой друг мистер Персиваль
«Мой друг мистер Персиваль» (англ. Storm Boy) — семейный фильм 2019 года австралийского режиссёра Шона Сита. В главных ролях — Джеффри Раш и Джай Кортни. Основан на мировом бестселлере Колина Тиле «Штормик и мистер Персиваль» 1964 года. Ремейк фильма «Мальчик и океан» 1976 года. Актёр Дэвид Галпилил, сыгравший в фильме 1976 года роль аборигена Билла, в новой экранизации выступил в роли отца Билла.
Премьера состоялась в Австралии и Новой Зеландии 17 января 2019 года, в Польше — 19 января, а в Соединённом Королевстве и США— 5 апреля. В российский прокат фильм вышел 19 марта 2020 года.

## Сюжет
Майкл Кингли (Джеффри Раш) — успешный бизнесмен и счастливый отец семейства. Но однажды его настигают образы из детства, которое он провел на спрятанном от всего мира побережье океана. Он должен рассказать своей внучке (Моргана Дейвис) необыкновенную историю мальчика по прозвищу Штормик (Финн Литтл) и осиротевшего пеликана — Мистера Персиваля. Историю опасных приключений и удивительной дружбы, которая повлияла на всю его жизнь.
Однажды мальчик становится свидетелем того, как браконьеры убивают семью австралийских пеликанов на морском побережье. В гнезде пеликанов остаются три птенца. Мальчик решает спасти сирот. Он относит их домой и начинает выхаживать — делает для них гнездо в старом ящике и кормит 8 раз в день из пипетки смесью масла, рыбы и водорослей. Живущий по соседству австралийский абориген помогает мальчику.
Постепенно пеликаны подрастают. Мальчик даёт им имена: мистер Президент, мистер Профессор и мистер Персиваль. Вместе с отцом мальчика пеликаны плавают на лодке в море, не стесняясь людей ходят в посёлок в магазин за продуктами. Мальчик начинает обучать пеликанов самостоятельной жизни — нырять, ловить рыбу клювом, летать, махая крыльями. Поскольку у мальчика не было друзей-сверстников, он сблизился с мистером Персивалем, с которым они были неразлучны и часто обнимались.
Но наступил день, когда пеликаны улетели и начали собственную жизнь в дикой природе. Мальчик впервые почувствовал настоящее одиночество и сильно скучал по своим питомцам. Он очень переживает за судьбу пеликанов, которые находятся под угрозой гибели из-за браконьерства.
Однажды мистер Персиваль вернулся и с тех пор не расставался с мальчиком. Всё свободное время они были рядом — бегали на побережье, играли в прятки, катались с песчаных дюн на доске, плавали по морю на плоте.
Между тем местные власти планируют устроить на побережье заповедник, что очень не нравится местным охотникам. Отец мальчика в очередной раз уходит в море на рыбалку. Начинается шторм, рыбак спешит к берегу, но неожиданно у него глохнет мотор. Вдобавок сильная волна сбивает рыбака с ног и переворачивает лодку. Мальчик даёт пеликану верёвку и показывает направление, где в море тонет его отец. Со второй попытки пеликан находит рыбака и сбрасывает ему верёвку. Рыбака удаётся спасти. Об этой истории стало известно репортёрам, и мистер Персиваль стал знаменитостью.
Приходит время и мальчику начать учёбу в школе. Поскольку на побережье их нет, отец хочет отправить его в школу вглубь континента, но мальчик не собирается расставаться с мистером Персивалем. Охотники продолжали отстрел птиц на побережье, Персиваль начал атаковать их, и они подстрелили его, серьёзно ранив. Мальчик снова, как в детстве, стал ухаживать за своим другом, но на этот раз спасти пеликана не удалось. Мистера Персиваля похоронили на берегу моря, а мальчику ничего не оставалось, как уехать в школу.
Тем не менее смерть птицы не была напрасной — власти ускорили создание заповедника на побережье.

## В ролях
- Джеффри Раш — Майкл Кингли (взрослый Штормик)
- Джай Кортни — Том Нелюдим, отец Штормика
- Финн Литтл — Штормик
- Тревор Джеймисон — Билл Костяной Палец
- Дэвид Галпилил — отец Билла
- Эрик Томсон — Малькольм
- Моргана Дэйвис — Маделин

## Производство
В мае 2017 года стало известно о том, что в июле того же года стартуют съёмки ремейка фильма «Мальчик и океан» под руководством режиссёра Шона Смита. Съёмки прошли в Аделаиде и Южной Австралии. На производство было выделено 500 000$. Международные сборы составили более 4 млн долларов.

## Критика
Обозреватель портала «Котонавты» Дарья Селюкова поставила оценку 8 из 10 баллов. Также Дарья отмечает искренность сцен с Финном Литтлом, и отмечает положительные впечатления Николая Дроздова.
Денис Ступников, рецензент информационного агентства InterMedia, поставил фильму 7 из 10. Критик отмечает, что «лучше фильма для семейного просмотра придумать сложно».
Вероника Скурихина, обозреватель сайта «КиноАфиша», выделяет, что «основная история в картине представлена объёмно и качественно». Также Вероника разделяет фильм на две части, где «первая часть чётко посвящена самопожертвованию и ответственности», а вторая — «сталкивает героев с жестокой реальностью: охотники пытаются отстоять своё право стрелять в птиц рядом с их уютным гнездовьем, ребёнок не в силах им помешать».
Согласно сайту Rotten Tomatoes, 69 % зрителей дают положительный отзыв, а Metacritic оценил фильм на 67 из 100, основывая рейтинг на отзывах 7 критиков.

## Награды и номинации
| Награда                          | Категория                       | Номинант                    | Результат |
| -------------------------------- | ------------------------------- | --------------------------- | --------- |
| SPA Awards                       | «Лучший художественный фильм»   | «Мой друг мистер Персиваль» | Номинация |
| Злинский кинофестиваль           | «Лучшее детское исполнение»     | Финн Литтл                  | Победа    |
| Film Critics Circle of Australia | «Лучший оригинальный саундтрек» | Алан Джон                   | Номинация |
| Children KinoFest                | «Лучший фильм»                  | «Мой друг мистер Персиваль» | Номинация |